# Archidiocèse de Winnipeg
L'archidiocèse de Winnipeg (Archidioecesis Vinnipegensis en latin) est un archidiocèse de l'Église catholique au Canada. Son siège épiscopal est la cathédrale Sainte-Marie (en) de Winnipeg au Manitoba. À la différence des autres archiciodèses de rite latin au Canada, l'archidiocèse de Winnipeg n'est pas métropolitain et est rattaché directement au Saint-Siège. Il a été érigé canoniquement le 4 décembre 1915. 

## Description
L'archidiocèse de Winnipeg est l'une des juridictions de l'Église catholique au Canada.  Son siège épiscopal est la cathédrale Sainte-Marie de Winnipeg au Manitoba,. Contrairement aux autres archidiocèses de rite romain au Canada, l'archidiocèse de Winnipeg n'est pas métropolitain et il ne fait partie d'aucune province ecclésiastique. Il est rattaché directement au Saint-Siège,. Depuis 2013, son archevêque est Richard Gagnon,.
Le territoire de l'archidiocèse de Winnipeg s'étend sur 116 405 km2 au Manitoba,. Il est contigu au diocèse de Fargo au sud-ouest, à l'archidiocèse de Regina à l'ouest, au diocèse de Prince Albert au nord-ouest, à l'archidiocèse de Keewatin-Le Pas au nord et à l'archidiocèse de Saint-Boniface au sud-est. Depuis 2017, il comprend 88 paroisses.
En 2022, l'archidiocèse de Winnipeg dessert une population de 162 276 catholiques, soit 27,5% de la population totale de son territoire, avec un total de 76 prêtres et 19 diacres.

## Histoire
L'archidiocèse de Winnipeg a été érigé canoniquement comme archidiocèse le 4 décembre 1915. Auparavant, son territoire faisait partie de l'archidiocèse de Saint-Boniface,. Son premier archevêque fut Arthur Alfred Sinnott (de) qui demeura en fonction jusqu'au 14 janvier 1952,,.

## Archevêques

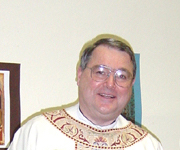
Richard Gagnon, archevêque de Winnipeg de 2013 à 2024

| # | Nom                        | Dates                              |
| - | -------------------------- | ---------------------------------- |
| 1 | Arthur Alfred Sinnott (de) | 4 décembre 1915 - 14 janvier 1952  |
| 2 | Philip Francis Pocock      | 14 janvier 1952 - 18 février 1961  |
| 3 | George Bernard Flahiff     | 10 mars 1961 - 31 mars 1982        |
| 4 | Adam Exner                 | 31 mars 1982 - 25 mai 1991         |
| 5 | Leonard James Wall (de)    | 25 février 1992 - 7 juin 2000      |
| 6 | James Weisgerber           | 7 juin 2000 - 28 octobre 2013      |
| 7 | Richard Gagnon             | 28 octobre 2013 - 30 décembre 2024 |
| 8 | Murray Chatlain            | Depuis le 30 décembre 2024         |